# ペダヴェーナ
ペダヴェーナ（伊: Pedavena）は、イタリア共和国ヴェネト州ベッルーノ県にある、人口約4,300人の基礎自治体（コムーネ）。

## 地理

### 位置・広がり

#### 隣接コムーネ
隣接するコムーネは以下の通り。
- フェルトレ
- フォンツァーゾ
- ソヴラモンテ

### 気候分類・地震分類
気候分類では、zona F, 3151 GGに分類される。
また、イタリアの地震リスク階級 (it) では、zona 2 (sismicità media) に分類される。

## 行政

### 分離集落
ペダヴェーナには、以下の分離集落（フラツィオーネ）がある。
- Facen, Norcen, Teven-Travagola